# سيريل روز
سيريل روز (بالفرنسية: Cyrille Rose)‏ هو ملحن فرنسي، ولد في 13 فبراير 1830 في ليستريم في فرنسا، وتوفي في 1902 في فرنسا.

## وصلات خارجية
- سيريل روز على موقع ميوزك برينز (الإنجليزية)